# Куно фон Даун-Оберщайн
Куно фон Даун-Оберщайн (на немски: Kuno von Daun-Oberstein; † сл. 13 януари 1342) от фамилията Даун от линията Даун-Оберщайн, е германски благородник, господар на Оберщайн.

## Произход
Той е син на Вирих III фон Даун-Щайн-Оберщайн „Млади“ († 1299) и съпругата му Изенгард фон Фалкенщайн († 1304), дъщеря на Филип II фон Фалкенщайн († 1293) и вилдграфиня Гизела фон Кирбургг-Шмидтбург († сл. 1313). Внук е на Вирих II фон Даун († 1299) и рауграфиня Кунигунд фон Нойенбаумберг († 1307), дъщеря на рауграф Хайнрих I фон Нойенбаумбург († 1261) и Агнес фон Саарбрюкен († сл. 1261), дъщеря на граф Симон II фон Саарбрюкен. Брат е на Филип I фон Даун († 1321/1323), женен за Лиза († сл. 1324), Вирих IV фон Даун († 1330), господар на Оберщайн, кемерер в „Св. Апостоли“ в Кьолн, и на Гизела фон Даун († сл. 1347), монахиня в Партенхаузен. Роднина е на Хайнрих фон Даун, епископ на Вормс (1318 – 1319), и на Емих фон Нойенбаумбург, епископ на Вормс (1294 – 1299). Прапрадядо е на Филип фон Даун-Оберщайн-Фалкенщайн, архиепископ и курфюрст на Кьолн (1508 – 1515).
През 1320 г. фамилията от линията Даун-Оберщайн построява своя т. нар. Нов дворец Оберщайн.

## Фамилия
Куно фон Даун-Оберщайн се жени за Агнес фон Хоенфелс-Райполтскирхен (* пр. 1342; † сл. 1356), дъщеря на Хайнрих фон Хоенфелс († 1329) и рауграфиня Юта фон Нойенбаумберг († 1344), дъщеря на рауграф Хайнрих II фон Нойенбаумбург († 1288) и графиня Аделхайд фон Сайн († сл. 1309). Те имат децата:
- Емих II фон Даун-Оберщайн (* пр. 1342; † сл. 31 август 1372), господар на Оберщайн, женен пр. 2 март 1357 г. за вилграфиня Агнес фон Кирбург (* пр. 1357; † сл. 1373)
- Вирих (V) фон Даун, господар на Оберщайн (* пр. 1337; † сл. 1353/1361), неженен

## Галерия
- „Оберщайн“
- Замък „Оберщайн“